# S.A. des Usines à Cuivre et à Zinc de Liège
La S.A. des Usines à Cuivre et à Zinc de Liège ou Cuivre et Zinc était une société liégeoise issue de la fusion des usines Francotte, Chaudoir et Pirlot, en 1882 active dans la transformation du cuivre et du zinc. Cuivre et Zinc fut l'un des fleurons de l'industrie métallurgique liégeoise. La société est mise en liquidation en juin 1992 des suites d'une grève au finish qui dure six mois, lancée le 26 septembre 1986 par la Fédération générale du travail de Belgique (FGTB) et la Confédération des syndicats chrétiens (CSC).

## Histoire
L’origine de la production de zinc en terre liégeoise remonte au début du XIXe siècle.
En 1806, Napoléon Ier avait en effet concédé par décret impérial l’exploitation du gisement calaminaire de la Vieille-Montagne à La Calamine à Jean-Jacques Daniel Dony qui avait inventé et mis au point un procédé original de réduction du zinc à l’état de métal.
 C’est ainsi qu’est née à Liège même la fonderie de Saint-Léonard qui, avec la concession minière de Moresnet, constituait l’essentiel du patrimoine industriel dont se rendit acquéreur en 1824 Francois-Dominique Mosselman qui, avec la Banque de Belgique, fonda en 1837 la « Société des Mines et Fonderies de Zinc de la Vieille-Montagne ».
Jadis, l’usine Cuivre et Zinc était plus souvent dénommée « chez Pirlot ». 
Au début du XIXe siècle, localement, trois usines travaillaient le cuivre. Il s’agissait des usines Francotte, Chaudoir et Pirlot. Leur fusion, en 1882, amena la constitution de la S.A. des Usines à Cuivre et à Zinc de Liège. Le château avait été acquis en 1855 par Ferdinand Pirlot. En 1904, l’usine de Liège est transférée à Chênée, où on lamine du cuivre, du laiton et du zinc. Elle prend une telle extension qu’au début du XXe siècle, elle entraîne la démolition du château.

## Dans les années 1980
Avec le choc pétrolier, les affaires commencent à décliner. À cette époque 1.600 personnes s'activent dans l'entreprise, filiale de la Générale de Belgique. Les problèmes économiques sont devenus sociaux.
Le carnet de commandes s'effeuille et de mauvais investissements sont réalisés : le rachat des câbleries de Seneffe s'avère un investissement désastreux. Le climat social se détériore, les restructurations se multiplient. Dans les années 1980, l'entreprise connaissait un mois de grève par an.
En 1983, on frise la faillite. La Générale et la Région wallonne décident alors d'injecter, chacune, 250 millions de francs dans l'entreprise malade, qui avait perdu la moitié de son capital. Cette recapitalisation s'accompagne d'un plan de restructuration. Cent personnes perdent leur emploi. Mais la pilule est amère pour les syndicats. Le climat social se tend.
En 1985 la société a développé son activité dans les secteurs de la fonderie, des produits laminés, des tubes en cuivre, et des produits spéciaux, supra-conducteurs et atelier de monnaies.
La société possède ces filiales :
- Société de raccord Orléanais ;
- Tréfilerie et Laminoirs de la Méditerranée ;
- Drahtwerk Waidhaus ;
- Usine à cuivre et à Zinc (Deutschland) ;

et son chiffre d'affaires est de 5 985 000 000 francs belges.
Dans son rapport d'entreprise, UCZ indique que l'année 1985 s'est terminée positivement sur le plan des relations sociales dans l'entreprise, marquée par un arrêt de travail d'une semaine. Une convention d'entreprise portant sur différents points liés aux primes, rémunérations, prépension et embauche du personnel ouvrier a été signée en mars 1985. En vertu de quoi, les parties contractantes se sont engagées à respecter une « paix sociale réciproque » jusqu'au 31 décembre 1986. En 1985, 25 ouvriers sont partis en prépension ou pension et 29 jeunes ouvriers ont signé un contrat à durée indéterminée et 16 stagiaires ONEM ont été définitivement embauchés.
En juin 1986, les ouvriers décident d'arrêter le travail durant un jour pour protester contre le plan Val-Duchesse. Cuivre et Zinc est la seule entreprise belge à prendre une telle initiative.
Le 26 septembre 1986 une grève qui se transforme en grève au finish à la suite du licenciement abusif de délégués syndicaux est lancée et se termine le 26 mars 1987, avec la mise en liquidation de l'usine et le licenciement de 810 personnes.

## Cuivre et Zinc: l'histoire d'un «suicide»
C'est un événement banal qui précipite patrons et ouvriers dans l'abîme. Le vendredi 26 septembre 1986, un four tombe en panne à l'usine de Chênée. La direction demande à des ouvriers de venir le réparer le weekend. Ils s'exécutent. Le lundi, les deux délégués syndicaux FGTB qui refusaient toute heure supplémentaire, appellent à la grève pour une durée identique à celle qui fut nécessaire à la réparation du four. La direction licencie les deux délégués et les éjecte de l'usine.
Une grève est lancée, menée par la Fédération générale du travail de Belgique (FGTB) en accord, dans un premier temps avec la Confédération des syndicats chrétiens (CSC).
Le conflit se cristallise. Il oppose Jean de Radiguès, directeur de la société à Robert Gillon, patron des métallos FGTB. « Les deux hommes se braquent. La grève s'abat. Lancée le 26 septembre 1986, elle durera 6 mois. Le tribunal du travail est saisi pour apprécier si les délégués ont commis une faute grave. Il finit par répondre par la négative mais il est trop tard : le 26 mars 1987, les liquidateurs dressent l'acte de décès de Cuivre et Zinc ; 810 personnes y travaillaient encore ».
L'affaire se termine en juin 1992, avec la clôture de la liquidation de l'usine.

## Débat autour du dialogue social en entreprise
Cuivre et Zinc est quelquefois citée comme exemple de la double radicalisation d'un patron et d'un syndicaliste poussant au « suicide collectif » d'une entreprise et de ses ouvriers.

## Liquidation et reprise
Le prix du cuivre monte et, finalement, le concordat par abandon d'actifs dégage un solde positif de 703 millions de francs belges à répartir entre les actionnaires.
Boliden, une entreprise suédoise membre du groupe Trelleborg, rachète le nom et le site de Grivegnée dès 1987. Comme son prédécesseur sur les lieux, Boliden fabrique des tubes en cuivre pour la construction et prospère notamment grâce à des brevets déposés par la société liégeoise. Le chiffre d'affaires se situe autour des quatre milliards de francs belges. 230 personnes sont employées.
Une autre entreprise qui est née des cendres de Cuivre et Zinc, c'est UCA (détenue par Lamitref, un groupe flamand). Elle fournit du cuivre pour des applications dans les toitures, l'industrie électrique et électronique. Elle s'est notamment distinguée en décrochant d'importants contrats pour la fabrication de pièces en euros, qui courent jusqu'en 2001. Le chiffre d'affaires avoisine les 3,5 milliards de francs belges.
Cuivre et Zinc, scindée, a donc fini par générer du profit. À tel point que beaucoup se posent la question : « et si les gens des Usines à Cuivre et à Zinc avaient pu s'entendre ? »

## LeXXIesiècle
Boliden Cuivre et Zinc est rachetée par le finlandais Outokumpu revendue ensuite au holding financier LBHB (Leaf Business Holding Belgium) qui possède une usine sœur en Espagne. LBH fabrique des tuyaux en cuivre pour le sanitaire et les systèmes frigorifiques. UCA est renommée LBP lorsqu'elle passe aux mains du groupe anversois Lamitref. Le prix du cuivre augmente vertigineusement, passant en deux ans de 3 500 à 10 000 dollars la tonne ; la concurrence asiatique, la baisse du prix de vente des produits finis ont raison de ces deux entreprises.
En février 2004, LBP liquide ses activités et licencie 190 personnes.
En février 2011, LBHB liquide ses activités et licencie 140 personnes.
Le 28 septembre 2011, la société sino-américaine Fushi Copperweld signe un accord en vue d'acquérir LBHB. Le groupe industriel propose un contrat de location-gérance avec option d'achat long de trois ans. Malheureusement cette opération se solde par un ultime échec.
À partir de 2011, le site de Chênée est démoli et assaini[source secondaire souhaitée]